# The Rocky Horror Picture Show: Let's Do the Time Warp Again
The Rocky Horror Picture Show: Let's Do the Time Warp Again (también conocida como The Rocky Horror Picture Show y The Rocky Horror Picture Show Event) es una película televisiva musical, adaptación de la película homónima de 1975. Está dirigida por Kenny Ortega con guion original escrito por Richard O'Brien y Jim Sharman. Se estrenó en la cadena FOX el 20 de octubre de 2016.

## Reparto

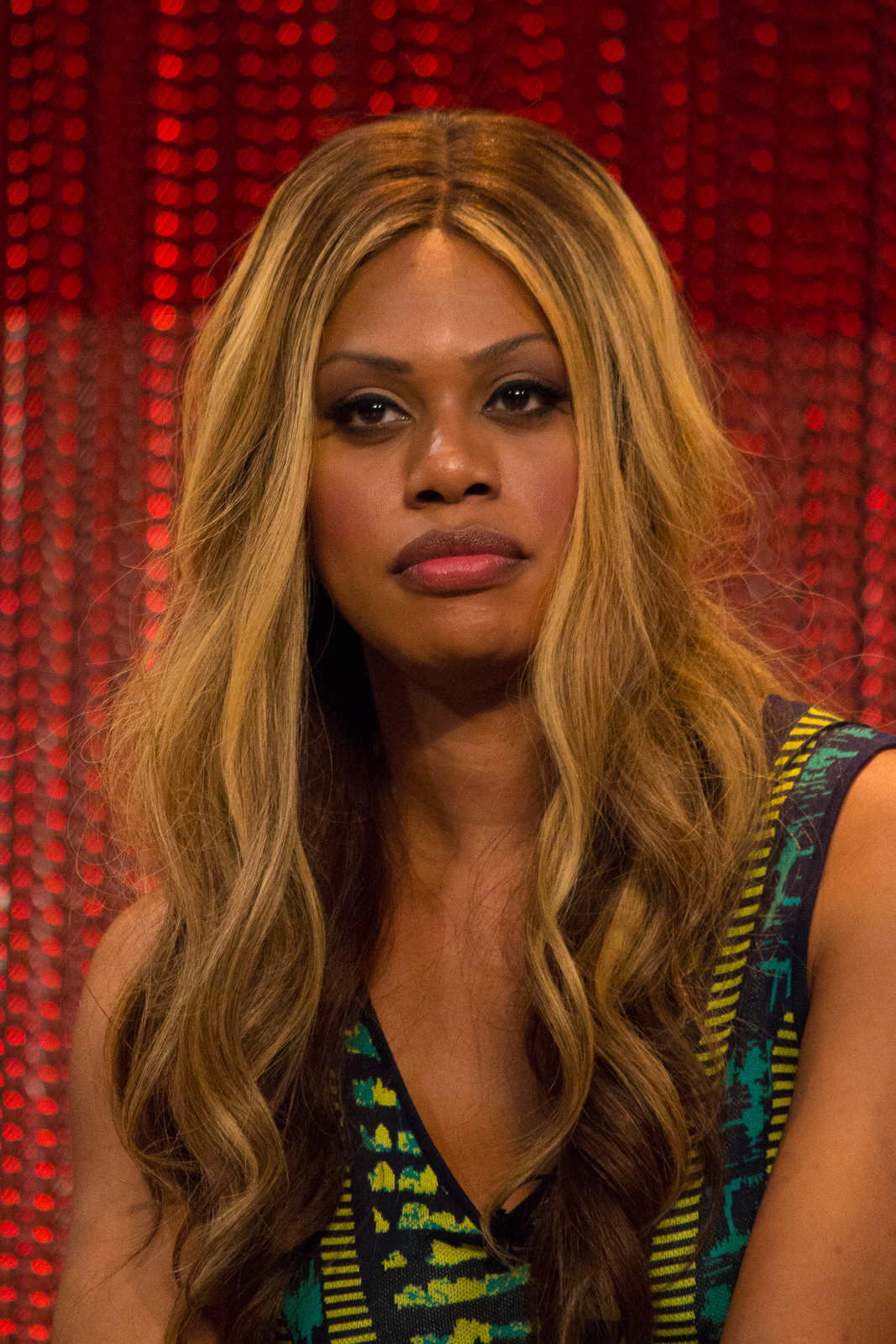
Laverne Cox interpreta al Dr. Frank-N-Furter

- Laverne Cox como el Dr. Frank-N-Furter[1][2]
- Victoria Justice como Janet Weiss.
- Ryan McCartan como Brad Majors.
- Annaleigh Ashford como Columbia.
- Adam Lambert como Eddie.
- Reeve Carney como Riff-Raff.
- Christina Milian como Magenta.
- Staz Nair como Rocky.
- Ivy Levan como The Usherette.
- Ben Vereen como Dr. Everett von Scott.
- Tim Curry como el Narrador/Criminólogo.

## Estreno
La película se estrenó en televisión el 20 de octubre de 2016 en el canal estadounidense FOX.
Los primeros 25 minutos de la película fueron proyectados en la Comic-Com de San Diego, así como en RKO Con 2, una convención de Rocky Horror en Providence, Rhode Island.